# Bryan Teixeira
Bryan Alberto Silva Teixeira Júnior (Savigny-le-Temple, 1 de setembro de 2000), conhecido apenas como Bryan Teixeira, é um futebolista cabo-verdiano que atua como ponta-direita. Atualmente defende o Magdeburg, emprestado pelo Sturm Graz. Nascido na França, defende também a Seleção Cabo-Verdiana.

## Carreira em clubes
Depois de passar pelo Fleury 91, Bryan Teixeira foi para as categorias de base do Clermont em 2017 e foi integrado ao elenco do time B no ano seguinte. Em julho de 2019, assinou seu primeiro contrato profissional, e fez sua estreia pelo time principal em novembro, na derrota por a 1 a 0 para o Le Mans, pela Ligue 2. Ele ainda chegou a disputar 5 jogos pelo Concarneau (terceira divisão) em 2020, antes da interrupção dos campeonatos em decorrência da pandemia de COVID-19.
Para a temporada seguinte, foi novamente emprestado, desta vez ao Orléans. Pelas Vespas, foram 13 jogos e nenhum gol marcado (somando o Championnat National e a Copa da França, entrou em campo 16 vezes). Ainda vinculado ao Clermont, jogou no Austria Lustenau (também por empréstimo) na temporada 2021–22, sendo contratado em definitivo em junho de 2022. O ponta disputou 44 partidas oficiais e marcou 9 gols com a camisa do Lustenau, sendo campeão da Segunda Divisão de 2021–22.
Em janeiro de 2023, assinou até 2026 com o Sturm Graz, onde atuou 24 vezes. Em fevereiro de 2024, foi emprestado para o Magdeburg, da 2. Bundesliga, até o final da temporada.

## Carreira internacional
Nascido em Savigny-le-Temple, nos arredores de Paris, Bryan Teixeira estreou pela seleção de Cabo Verde num amistoso contra o Equador, em junho de 2022, que terminou com derrota dos Tubarões Azuis por 1 a 0. 
Foi convocado para a Copa das Nações Africanas de 2023 (disputada em 2024), sendo um dos 6 franceses que disputaram a competição representando Cabo Verde na competição, juntamente com Kenny Rocha, Willy Semedo, Logan Costa, Dylan Silva e Steven Moreira. Marcou seu primeiro gol pela seleção na partida contra o Egito, pela última rodada do Grupo B, que terminou com empate por 2 a 2. Este resultado garantiu a classificação das duas equipes para as oitavas-de-final.
Na partida contra a África do Sul, entrou no final do segundo tempo da prorrogação (substituindo Kenny Rocha), tendo batido o último pênalti na disputa, parando no goleiro Ronwen Williams, que tinha defendido outras 3 cobranças.

## Títulos
Austria Lustenau
- 2. Liga: 2021–22[9]